# Shifting balance
Cet article court présente un sujet plus développé dans : Paysage adaptatif.

La théorie du Shifting Balance ou Shifting balance de Wright, appelée en français théorie des glissements d'équilibre, est une théorie évolutive de génétique des populations qui a été élaborée par Sewall Wright. Elle permet d'expliquer l'évolution des petites populations par l'influence combinée de la dérive génétique et de la sélection naturelle. La théorie procède comme suit :
1. les espèces sont subdivisées en populations suffisamment petites pour être affectées par la dérive génétique.
2. La dérive génétique peut faire dévier une population de son adaptation optimale et lui permettre d'explorer les "vallées de l'adaptation" (les différentes combinaisons génétiques possibles).
3. Lorsqu'elle rencontre un nouveau « pic » d'adaptation à l'environnement où la valeur sélective (fitness) de la population sera plus importante qu'au pic précédent, la sélection la pousse sur ce nouveau pic et l'y maintient. Ainsi la population peut trouver le meilleur « pic d'adaptation » possible.
4. la population qui a atteint un nouveau pic d'adaptation produit une descendance plus importante qui se disperse dans les autres populations de l'espèce en y apportant ses innovations évolutives et faisant évoluer l'ensemble de l'espèce vers un pic d'adaptation globale supérieur.